# Özer
Özer ist ein türkischer männlicher Vorname mit der Bedeutung „ein heldenmütiger und ehrlicher Mensch“, der auch als Familienname auftritt.

## Namensträger

### Vorname
- Özer Hurmacı (* 1986), türkischer Fußballspieler
- Özer Kanra (* 1938), türkischer Fußballspieler
- Özer Özdemir (* 1998), französisch-türkischer Fußballspieler
- Özer Enes Soylu (* 2000), türkischer Fußballspieler
- Özer Umdu (* 1952), türkischer Fußballspieler

### Familienname
- Ahmet Özer (* 1994), türkischer Fußballspieler
- Aykut Özer (* 1993), deutsch-türkischer Fußballtorhüter
- Berksan Özer (* 1979), türkischer Musiker, siehe Berksan
- Berke Özer (* 2000), türkischer Fußballtorhüter
- Deniz Özer (* 1987), deutsch-türkische Fußballspielerin
- Gizem Özer (* 2001), türkische Boxerin
- Hasan Özer (* 1974), türkischer Fußballspieler und -trainer
- Josef Özer (* 1983), assyrischer Sänger
- Kayhan Özer (* 1998), türkischer Leichtathlet
- Kenan Özer (* 1987), zyprisch-türkischer Fußballspieler
- Mustafa Özer (* 1969), türkischer Fußballspieler und -trainer
- Nezir Özer (* 1983), türkischer Fußballspieler
- Onur Özer (* 1980), türkischer DJ und Musikproduzent
- Sami Özer (Fußballspieler) (* 1930), türkischer Fußballspieler
- Sami Özer (Sänger) (* 1950), türkischer Sänger
- Şehmus Özer (1980–2016), türkischer Fußballspieler
- Selim Özer (* 1968), türkischer Fußballspieler
- Süleyman Enes Özer (* 1996), türkischer Fußballtorhüter
- Tülay Özer (* 1946), türkisch-alevitische Sängerin
- Tuncay Özer (* 1968), türkischer Lyriker und Übersetzer
- Yusuf Özer (* 1926), türkischer Generalleutnant
- Zerrin Özer (* 1957), türkisch-alevitische Sängerin
- Zülküf Özer (* 1988), türkischer Fußballspieler